# بلوچی (هلمند)
بلوچی (به لاتین: Balūchī) یک منطقهٔ مسکونی در افغانستان است که در ولایت هلمند واقع شده‌است.